# Thomas Luft
Thomas Luft (* 6. Januar 1967 in Lauterbach, Hessen) ist ein deutscher Schauspieler und Regisseur.

## Leben und Wirken
Nach Abschluss der Schauspielausbildung im Jahre 1992 bei Schauspiel München folgten etliche Jahre als Schauspieler mit Engagements in Fernsehserien (Aktenzeichen XY … ungelöst (Folge 336), Wildbach, SOKO 5113, Die Rosenheim-Cops), Filmen (u. a. neben Veronica Ferres in Eine ungehorsame Frau) und Theater. Im Oktober 2001 entstand mit Unterstützung des FilmFernsehFond Bayern (FFF) nach einer eigenen Drehbuchvorlage und unter eigener Regie der Kurzfilm David Kloterjahn.
Als Theaterregisseur machte er sich am Münchener Theater 44 einen Namen mit Es war nicht die Fünfte … es war die Neunte von Aldo Nicolaj und inszenierte in Eggenfelden Paul Maars Eine Woche voller Samstage mit Anja Klawun als Sams.

## Filmografie (Auswahl)
- 1997: Derrick
- 2001–2004: Aktenzeichen XY... ungelöst
- 2003: SOKO München
- 2005: Die Rosenheim-Cops – Der Bulle von Rosenheim